# 中泉文孝
中泉 文孝（なかいずみ ふみたか）は、日本の情報工学者。大阪工業大学ロボティクス＆デザイン工学部システムデザイン工学科准教授、工学博士（筑波大学）。日本バーチャルリアリティ学会論文委員会委員。
主な専門は、情報デザイン（VR・AR・アバターなど）、知能情報処理、ヒューマン・インタフェース/マルチモーダル・インタフェースなど。

## 経歴
1998年筑波大学第三学群工学システム学類卒業。2003年同大学大学院工学研究科知能機能工学専攻修了、工学博士。同大学ベンチャービジネス・ラボラトリー非常勤研究員、国際電気通信基礎技術研究所(ATR)メディア情報科学研究所非常勤研究員などを経て、2006年大阪工業大学工学部生体医工学科に着任。2010年同学部ロボット工学科講師。2017年同大学ロボティクス＆デザイン工学部ロボット工学科講師を経て、現在は、同学部システムデザイン工学科准教授。 
主な所属学会は、日本バーチャルリアリティ学会、電気学会など。

## 主な研究
- ARによるナビゲーション環境に関する研究
- 複数距離画像センサを使ったVR共有空間に関する研究
- ロコモーションインタフェースに対応したVR環境構築ソフトウェア「LHX-L」に関する研究[3] - 岩田洋夫（日本バーチャルリアリティ学会第8-9期会長）との共同研究
- 第二の肘関節を追加した人型アバターへの身体所有感生起に関する研究[4]
- ロボティクスに関する体幹抑制時の立ち上がり動作の不安定モード解析

情報デザイン学の対外啓蒙活動として、大阪工業大学梅田キャンパスで開催された「ヒューマンインタフェースシンポジウム2017」にて、モーションキャプチャ講習会（〜いまさら聞けないモーションキャプチャ基礎）の講師、「VR Gallery」2018のサポートを行っている。また、茶屋町の住民向け体験イベント「Future Innovation Gallery」2016＠毎日放送(MBS)本社1階ちゃやまちプラザステージエリアで、「人の動きに反応して映像が動くキネクト」体験コーナのサポートや、大阪府・大阪産業局が運営するものづくりビジネスセンター大阪（MOBIO）のテーマ別大学・高専合同研究シーズ発表会2016にて、「距離画像センサを使った空間位置情報取得とインタラクション」について講師も担当。